# ALTER (SQL)
SQL의 ALTER문은 관계형 데이터베이스 관리 시스템(RDBMS)의 관리 하에 이미 존재하는 개체의 특성을 변경하는 데이터 정의 언어(DDL) 명령이다. 사용하는 RDBMS의 구현을 통해 ALTER 문에 의해 변경될 수 있는 개체 유형(테이블, 컬럼)은 다르다. ALTER 구문은 주로 컬럼명을 바꾸는데 사용하며, 오라클, 큐브리드 등 대체로 테이블명 변경은 RENAME을 사용한다.

## 구문
기본적인 사용 방법은 다음과 같다.
```
ALTER 
개체형식 개체명 [매개변수]
```

## 예제

### 컬럼
"Employee"라는 이름으로 이미 존재하는 테이블에 대해 "Birthday"라는 열을 추가 (그리고 삭제)하는 명령의 예를 나타낸다.
```
ALTER
 
TABLE
 
Employee
 
ADD
 
Birthday
 
DATE
;

ALTER
 
TABLE
 
Employee
 
DROP
 
COLUMN
 
Birthday
;

```

### 테이블
오라클과 MySQL 등의 데이터베이스에서 테이블명을 변경할 때 다음과 같이 한다.
```
ALTER TABLE 
Old_Table_Name
 RENAME TO 
New_Table_Name
;
```

### 데이터베이스
데이터베이스 이름 변경은 각 데이터베이스 제품마다 차이가 있다.

#### Microsoft SQL Server
```
ALTER DATABASE 
Old_DB
 MODIFY NAME=New_DB
sp_renamedb 'Old_DB','New_DB'
```

#### MySQL
기본적으로 데이터베이스명 변경을 허용하지 않다가 5.1.7 버전에서 rename database 구문을 등록한 후 위험 가능성이 높은 구문으로 판단하고 5.1.23 버전에서 다시 제거됐다. 그러나 아래와 같은 방법으로 셸에서 데이터베이스명을 변경할 수 있다.
```
create
 
database
 
new_database
;

rename
 
table
 
old_database
.
table
 
to
 
new_database
.
table

```

## 같이 보기
- RENAME (SQL)